# Heja Sverige
Heja Sverige är ett TV-program på TV4 som sändes mellan premiär 7 september och 12 oktober 2015. I programmet fick man följa det svenska laget inför och under 2015:års upplaga av Special Olympics i Los Angeles. Programmet vann Kristallen 2016 för årets realityprogram. Efter premiären sa Maria Näslund i en krönika i Expressen att "Heja Sverige är något av det finaste i tv just nu".